# Ignacy Abłamowicz
Ignacy Abłamowicz (* 1787; † 1848) war ein polnischer Physiker und Chemiker.

## Leben
Im Jahre 1808 schloss Ignacy Abłamowicz sein Studium an der Universität Vilnius ab, wonach er zwei Jahre Physik in Minsk lehrte. Nachdem er nach Vilnius zurückberufen worden war, war er zunächst Assistent an der Fakultät für Physik, ab 1813 Professor der Physik am dortigen Gymnasium und ab 1817 Adjunkt an der Fakultät für Chemie.
Ab 1818 verbrachte er sechs Jahre Forschungsreisen im Ausland, insbesondere in Paris. Ab 1827 war er Professor der Physik und Meteorologie am Lyzeum in Kremenez. Seine Vorlesungen richtete er nach Handbüchern französischer Physiker, wie Beudant und Pouillet aus. Nachdem das Lyzeum im Jahre 1831 geschlossen worden war, arbeitete er als ordentlicher Professor an der Universität Kiew, wo er bis zu seiner Pension im Jahre 1837 verblieb. Er hat keine Schriften publiziert.